# Lorenzo da Ponte
Lorenzo da Ponte (s prvotnim imenom Emanuele Conegliano), italijanski libretist in pesnik, * 10. marec 1749, Benetke, † 17. avgust 1838, New York, ZDA.

## Življenje
Pri petnajstih letih je vsa družina prestopila iz židovske vere v katoliško. Po takratnem običaju je moral prevzeti ime krstnega botra, to je bil škof Lorenza da Ponta iz Cenede. Pri dvaindvajsetih letih je postal profesor dialektike v Benetkah, a je moral zaradi političnega delovanja in razuzdanega življenja zapustiti to mesto in zbežati v tujino. Med leti 1779 in 1781 je živel v Gorici. Po burnem življenju je prišel na Dunaj, kjer je bil na priporočilo Antonia Salierija imenovan pri italijanski operi za gledališkega pesnika. Po smrti cesarja Leopold II. se je da Ponte preselil v London, kjer je osnoval italijansko knjigarno. Zašel je v dolgove, zato je leta 1804 pobegnil v New York, kjer se je preživljal s poučevanjem jezikov. Tam je leta 1807 napisal svoje spomine.

## Delo
Najznamenitejša so besedila za opere Don Juan, Figarova svatba in Così fan tutte, ki jih je uglasbil Mozart. Nekaj njegovih besedil pa je uglasbil tudi Salieri.